# Tours Football Club 2006-2007

## Rosa
| N. |                    | Ruolo | Calciatore          |
| -- | ------------------ | ----- | ------------------- |
| 1  | Francia (bandiera) | P     | Armand Raimbault    |
| 2  | Francia (bandiera) | D     | Pascal Pédemonte    |
| 4  | Camerun (bandiera) | D     | Bertin Tokéné       |
| 5  | Francia (bandiera) | D     | Michel Rodriguez    |
| 6  | Francia (bandiera) | C     | Christophe Himmer   |
| 7  | Francia (bandiera) | C     | Mickaël Tavares     |
| 8  | Francia (bandiera) | C     | Samuel Boutal       |
| 9  | Francia (bandiera) | A     | Ghislain Gimbert    |
| 10 | Francia (bandiera) | C     | Sekou Baradji       |
| 11 | Francia (bandiera) | A     | Cédric Collet       |
| 12 | Francia (bandiera) | A     | Christophe Mandanne |
| 13 | Senegal (bandiera) | C     | Jacob Ba            |
| 14 | Mali (bandiera)    | C     | Vincent Doukantie   |
| 15 | Francia (bandiera) | D     | Sébastien Gondouin  |

| N. |                            | Ruolo | Calciatore        |
| -- | -------------------------- | ----- | ----------------- |
| 16 | Francia (bandiera)         | P     | Fabrice Catherine |
| 17 | Francia (bandiera)         | C     | Guillaume Stephan |
| 18 | Francia (bandiera)         | A     | Tony Vairelles    |
| 19 | Francia (bandiera)         | C     | David Fleurival   |
| 20 | Francia (bandiera)         | C     | Grégory Carmona   |
| 21 | Marocco (bandiera)         | D     | Mehdi Benatia     |
| 22 | Mali (bandiera)            | C     | Koly Kanté        |
| 23 | Francia (bandiera)         | D     | Rémy Mareval      |
| 24 | Guinea (bandiera)          | C     | Isseaga Soumah    |
| 25 | Francia (bandiera)         | D     | David Leray       |
| 26 | Russia (bandiera)          | A     | Alexei Kossonogov |
| 27 | Senegal (bandiera)         | C     | Papa Kouli Diop   |
| 30 | Francia (bandiera)         | P     | Eric Druguet      |
| 33 | Guyana francese (bandiera) | A     | Necki Adipi       |